# Sarcistis
Sarcistis is een geslacht van vlinders van de familie snuitmotten (Pyralidae), uit de onderfamilie Chrysauginae.

## Soorten
- S. medialis Hampson, 1897
- S. phoenicealis Hampson, 1906
- S. rufescens Schaus, 1913